# Zimna Woda (dopływ Popradu)

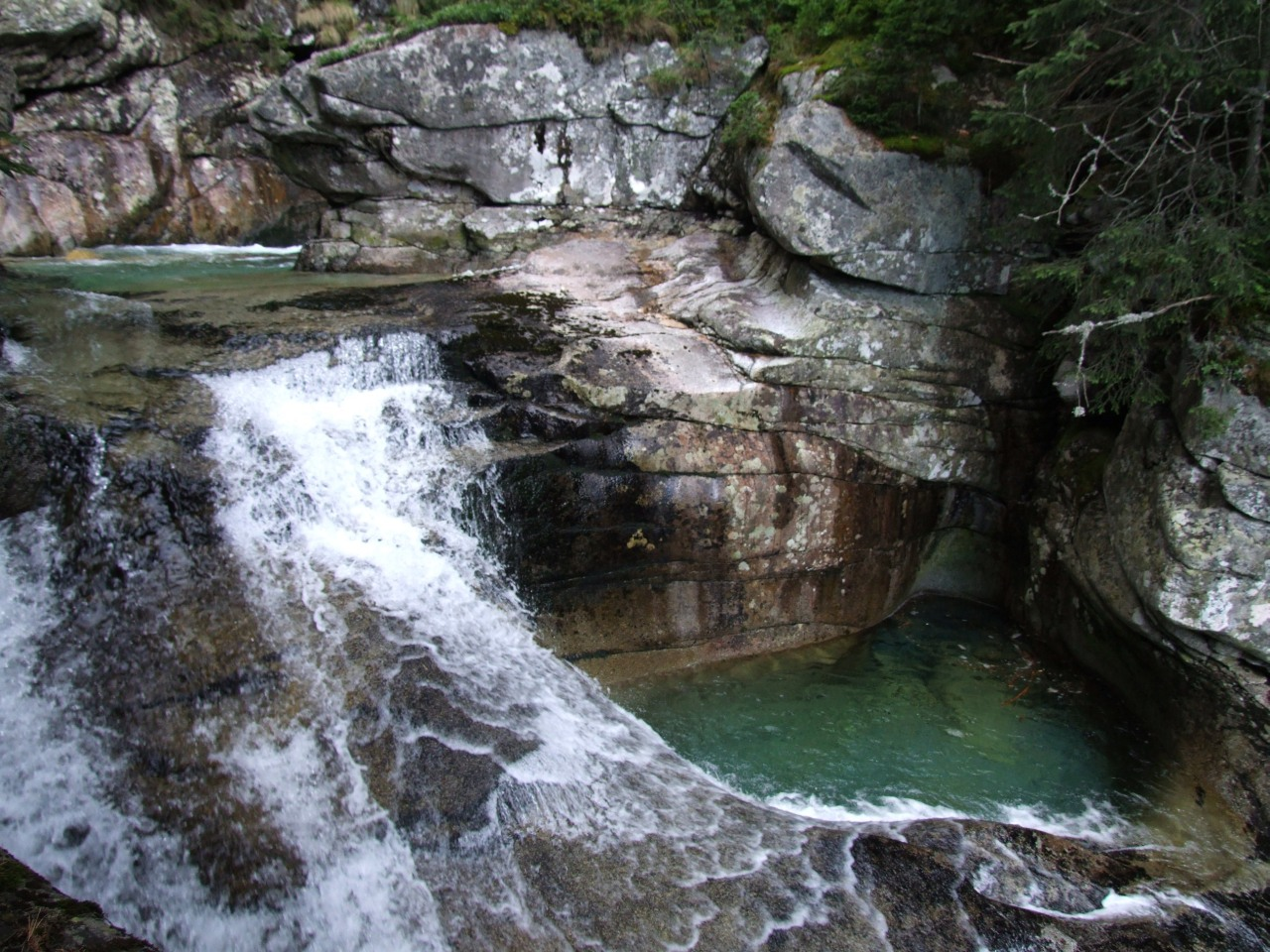
Woda wybija głębokie kotły eworsyjne

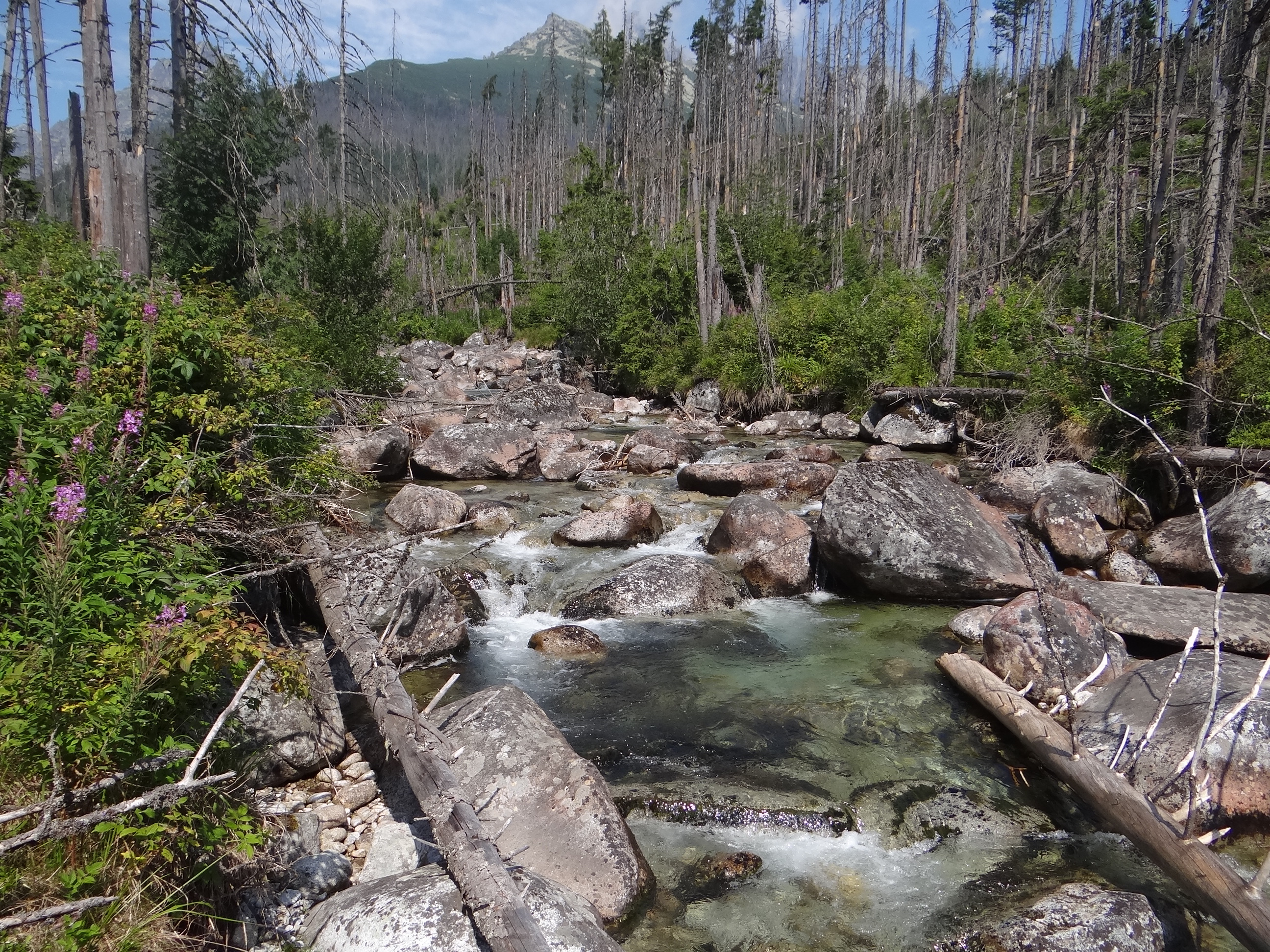
Zimna Woda

Zimna Woda (słow. Studený potok, niem. Kohlbach, węg. Tar-patak) – potok płynący Doliną Zimnej Wody. Tworzy się na wysokości ok. 1300 m n.p.m. z połączenia dwóch potoków: Małej Zimnej Wody (płynącego z Doliny Małej Zimnej Wody) i Staroleśnego Potoku (płynącego z Doliny Staroleśnej). W Dolinie Zimnej Wody tworzy serię kaskad zwanych Wodospadami Zimnej Wody. Po opuszczeniu Tatr Wysokich płynie w kierunku wsi Stara Leśna, następnie w stronę Wielkiej Łomnicy, nieopodal której wpada do Popradu (jako jego lewy dopływ).
Zimna Woda płynie pomiędzy ogromnymi głazami, przerzynając się przez współśrodkowo ułożone w trzech łukach wały potężnych moren, które powstały z wyniesionego przez lodowce materiału skalnego z Doliny Małej Zimnej Wody i Doliny Staroleśnej. Dawniej pomiędzy zagłębieniami tych moren istniało jezioro morenowe o powierzchni ok. 60 ha. Spłynęło ono po rozcięciu przegrody.
W potoku płynie krystalicznie czysta woda. Z ryb występuje tutaj pstrąg potokowy (Salmo trutta fario) i głowacz białopłetwy (Cottus gobio), z ptaków pluszcz kordusek (Cinclus cinclus), pliszka górska (Motacilla cinera), w dolnym biegu brodziec piskliwy (Actitis hypoleucos), z rzadszych ssaków zachodzi tutaj czasami wydra (Lutra lutra).
Wzdłuż biegu potoku na obszarze TANAP-u prowadzi żółty szlak turystyczny z Tatrzańskiej Leśnej, cały czas trzymając się prawego brzegu potoku.

## Szlaki turystyczne
– niebieski szlak z Tatrzańskiej Łomnicy do Wodospadów Zimnej Wody, od Rainerowej Chatki dalej dnem Doliny Staroleśnej do Schroniska Zbójnickiego, stąd szlak prowadzi na Lodową Przełęcz.
- Czas przejścia z Tatrzańskiej Łomnicy do Rainerowej Chatki: 2 h, ↓ 1:45 h
- Czas przejścia od Rainerowej Chatki do Schroniska Zbójnickiego: 2:15 h, ↓ 1:45 h

  – zielony szlak ze Starego Smokowca, biegnący wzdłuż kolejki na Smokowieckie Siodełko i dalej do Rainerowej Chatki.
- Czas przejścia ze Starego Smokowca na Siodełko: 1 h, ↓ 30 min
- Czas przejścia z Siodełka do Rainerowej Chatki: 35 min w obie strony

  – żółty szlak z Tatrzańskiej Leśnej do Wodospadów Zimnej Wody. Czas przejścia: 1:30 h, ↓ 1:15 h.